# Конгейм, Юлиус Фридрих
Ю́лиус Фри́дрих Ко́нгейм (нем. Julius Friedrich Cohnheim; 20 июля 1839, Деммин — 15 августа 1884, Лейпциг) — немецкий патологоанатом и патофизиолог.

## Биография
Конгейм окончил гимназию в Пренцлау и изучал медицину в Вюрцбургском, Марбургском, Грайфсвальдском и Берлинском университетах. В 1864 году стал ассистентом Рудольфа Вирхова в патологическом институте при берлинской больнице «Шарите», с 1868 года — ординарный профессор общей патологии и патологической анатомии в Киле, с 1872 года в Бреславле. Будучи в Киле, перешёл из иудаизма в протестантство. В 1878 году был назначен директором патологического института и профессором общей патологии в Лейпцигском университете.
Ещё состоя ассистентом Вирхова, напечатал в 1867 году в Archiv für pathol. Anatomie und Physiologie работу о воспалении и нагноении, которая стала началом радикального переворота в учении о воспалительном процессе. Конгейм доказал, что гнойные клетки, появляющиеся при процессе воспаления, суть не что иное, как бывшие белые кровяные шарики. Хотя в увлечении этой идеей и сам Конгейм, и в особенности его последователи зашли чересчур далеко, тем не менее, классические работы Конгейма в этой области имели огромное значение, и история учения о воспалении навсегда останется связанной с его именем. Учение об эмболии (закупорке кровеносных сосудов занесенными током крови частицами) также многим обязано Конгейму, который посвятил этому вопросу отдельную монографию, «Untersuchungen über die embolischen Processe» (Берлин, 1872). В 1875 году высказал гипотезу о том, что раковые опухоли развиваются из эмбриональных клеток, оказавшихся ненужными в процессе эмбрионального развития.

## Труды
- «Neue Untersuchung über die Entzündung» (Берлин, 1873);
- «Die Tuberkulose vom Standpunkte der Infektionslehre» (2-е изд., Лейпциг, 1881);
- «Vorlesungen über allgemeine Pathologie» (2 т., Берлин, 1877—80; 2-е изд. 1882, русский перевод, с предисловием профессора Манасеина: «Общая патология», 2 т., СПб., 1880).
- Его «Gesammelten Abhandlungen» (Берлин, 1885, с биографией Конгейма, написанной Кюне) изд. Э. Вагнер.

## Семья
- Жена — Фанни Марта Левальд (1852—1900), дочь бреславльского юриста Отто Левальда (1813—1874), племянница писательницы Фанни Левальд, сестра германского политического и спортивного деятеля Теодора Левальда[нем.] (1860—1947) — президента организационного комитета по подготовке летних Олимпийских игр 1936 года в Берлине.
  - Сын — физиолог Отто Кестнер[нем.] (до принятия протестантства в 1916 году — Конгейм, 1873—1953).
    - Внучка — композитор Фелицитас Кукук[англ.] (1914—2001).